# 蜜桃まむ
蜜桃 まむ（みつもも まむ、1983年2月22日-）は、日本のイラストレーター、原画家。現在はフリーランス。

## 人物
アダルトゲームブランドCIRCUS所属、フリーランスを経て、EDEN'S NOTESに所属、後に独立して（「円満」との本人言）、現在は再びフリーランス。CIRCUS所属時のペンネームは「みつまむ」。改名後も、CIRCUS作品にはみつまむ名義でクレジットされている作品がある。また、蜂蜜少女（はちみつしょうじょ）という同人サークルを運営している。

## 主な作品

### コンシューマーゲーム
- D.C.P.S. 〜ダ・カーポ〜 プラスシチュエーション（PS2、角川書店、2003年10月30日）
- D.C. Four Seasons 〜ダ・カーポ〜 フォーシーズンズ（PS2、角川書店、2005年12月15日）
- D.C.II P.S. 〜ダ・カーポII〜 プラスシチュエーション（PS2、角川書店、2008年5月29日）
- D.C.I&II P.S.P. 〜ダ・カーポI&II〜 プラスシチュエーションポータブル（PSP、角川書店、2010年10月28日）
- D.C.4 〜ダ・カーポ4〜（Switch・PS4、エンターグラム、2019年12月19日）

### PCゲーム
- ガッデーム&ジュテーム（CIRCUS、2004年4月1日）
- D.C.P.C. 〜ダ・カーポ〜 プラスコミュニケーション（CIRCUS、2004年5月28日）
- D.C.II 春風のアルティメットバトル!（CIRCUS、2006年4月15日）
- D.C.II 〜ダ・カーポII〜（CIRCUS、2006年5月26日）
- Circus Disk 〜Christmas Days〜（CIRCUS、2006年12月22日）
- D.C.II Spring Celebration 〜ダ・カーポII〜 スプリング セレブレイション（CIRCUS、2007年4月27日）
- CircusLand I 〜ドキ! ヒロインいっぱい初音島★コスプレミスコン祭り♪よりどりみどりで♪好きな子選んで着せ替え育成デートだょ 兄さん♪〜（CIRCUS、2007年6月29日）
- エターナルファンタジー（CIRCUS、2007年11月22日）
- D.C.II P.C. 〜ダ・カーポII〜 プラスコミュニケーション（CIRCUS、2008年12月26日）
- D.C.II To You 〜ダ・カーポII〜 トゥーユー（CIRCUS、2009年6月26日）
- 夢みる恋の結びかた（あてゅ・わぁくす、2009年7月31日）
- D.C.II Fall in Love 〜ダ・カーポII〜 フォーリンラブ（CIRCUS、2009年12月18日）
- メルクリア 〜水の都に恋の花束を〜（Hearts、2010年1月29日）
- D.C. Dream X'mas 〜ダ・カーポ〜 ドリームクリスマス（CIRCUS、2010年12月24日）
- A.G.II.D.C. 〜あるぴじ学園2.0 サーカス史上最大の危機!?〜（STELLA、2011年5月27日）
- すたーらいと☆アイドル -COLORFUL TOP STAGE!-（FOUNDATION、2014年10月24日）
- へんこい 変恋≒黒歴史（あかねそふと、2014年11月28日）
- お嬢様と憐れなこ執事（Carol Works、2017年5月26日）
- てんぷれっ!!（CIRCUS、2018年4月27日）
- D.C.4 〜ダ・カーポ4〜（CIRCUS、2019年5月31日）
- D.C.4 Fortunate Departures 〜ダ・カーポ4〜 フォーチュネイトデパーチャーズ（CIRCUS、2021年2月26日）
- D.C.4 Plus Harmony 〜ダ・カーポ4〜 プラスハーモニー（CIRCUS、2021年8月27日）
- D.C.4 Sweet Harmony 〜ダ・カーポ4〜 スイートハーモニー（CIRCUS、2022年4月28日）

### オンラインゲーム
- 桃色大戦ぱいろん（エクストリーム、シェリー=マイン、デザイン・原画）

### 携帯ゲーム
- お姉ちゃんとお風呂の入り方（美少女☆クオリティ）
- 妹とお風呂の入り方（美少女☆クオリティ）

### 小説挿絵
- 俺は彼女の犬になる!（MF文庫J、作：淺沼広太）
- 神様のお仕事（講談社ラノベ文庫、作：幹）
- Ｖ系バンドの王子様が実は学園一の美少女お嬢様なのは秘密にしてくれ（講談社ラノベ文庫、作：椎月アサミ）

### その他
- かぎなど（第11話エンドカード）